# Trichoptya divergens
Trichoptya divergens är en fjärilsart som beskrevs av Louis Beethoven Prout 1926. Trichoptya divergens ingår i släktet Trichoptya och familjen nattflyn. Inga underarter finns listade i Catalogue of Life.